# عامل تحفيز مستعمرات الخلايا الأكولة
عوامل تحفيز مستعمرات الخلايا الأكولة أو العوامل المنبهة لمستعمرات الخلايا الأكولة (بالإنجليزية: Macrophage colony-stimulating factor)‏ ومختصره (M-CSF)، أو عامل تحفيز المستعمرات 1 أو العامل المنبه للمستعمرات 1 (بالإنجليزية: colony stimulating factor 1  ومختصره CSF1)‏ هو سيتوكين يؤثر على الخلايا الجذعية المكونة للدم لكي تتمايز إلى خلايا أكولة كبيرة وخلايا أخرى متعلقة بها (مثل الخلايا الوحيدة والخلايا السلفية). كما قد يكون له دور في نمو المشيمة. كذلك لهذا العامل دور في وظائف فسلجية مختلفة مثل التكاثر والاستقلاب والمناعة.
حقيقيات النوى تنتج هذا العامل كذلك لمحاربة العدوى الفيروسية داخل الخلايا.
يرتبط عامل تحفيز مستعمرات الخلايا الأكولة بمستقبل عامل تحفيز المستعمرات 1.
عامل تحفيز مستعمرات الخلايا الأكولة هو أحد عوامل تحفيز المستعمرات. ومن العوامل الأخرى يوجد عامل تحفيز مستعمرات الخلايا المحببة الأكولة (أو عامل تحفيز المستعمرات 2) وعامل تحفيز مستعمرات الخلايا المحببة (أو عامل تحفيز المستعمرات 3).